# Milwaukee Bucks 1997-1998
La stagione 1997-98 dei Milwaukee Bucks fu la 30ª nella NBA per la franchigia.
I Milwaukee Bucks arrivarono settimi nella Central Division della Eastern Conference con un record di 36-46, non qualificandosi per i play-off.

## Roster
| N° | Naz.                   | Ruolo | Sportivo         | Anno | Alt. | Peso |
| -- | ---------------------- | ----- | ---------------- | ---- | ---- | ---- |
| 5  | Stati Uniti (bandiera) | G     | Elliot Perry     | 1969 | 183  | 68   |
| 7  | Stati Uniti (bandiera) | G     | Terrell Brandon  | 1970 | 180  | 82   |
| 9  | Stati Uniti (bandiera) | A     | Jeff Nordgaard   | 1973 | 201  | 102  |
| 9  | Stati Uniti (bandiera) | G     | Tony Smith       | 1968 | 191  | 84   |
| 10 | Stati Uniti (bandiera) | AC    | Armon Gilliam    | 1964 | 206  | 104  |
| 11 | Stati Uniti (bandiera) | C     | Jamie Feick      | 1974 | 206  | 116  |
| 12 | Stati Uniti (bandiera) | GA    | Michael Curry    | 1968 | 196  | 95   |
| 12 | Stati Uniti (bandiera) | G     | Litterial Green  | 1970 | 185  | 84   |
| 13 | Stati Uniti (bandiera) | A     | Glenn Robinson   | 1973 | 201  | 102  |
| 22 | Stati Uniti (bandiera) | A     | Tim Breaux       | 1970 | 201  | 98   |
| 22 | Stati Uniti (bandiera) | GA    | Ricky Pierce     | 1959 | 193  | 93   |
| 25 | Stati Uniti (bandiera) | GA    | Jerald Honeycutt | 1974 | 206  | 111  |
| 28 | Stati Uniti (bandiera) | C     | Andrew Lang      | 1966 | 211  | 111  |
| 34 | Stati Uniti (bandiera) | G     | Ray Allen        | 1975 | 196  | 93   |
| 40 | Stati Uniti (bandiera) | C     | Ervin Johnson    | 1967 | 211  | 111  |
| 42 | Stati Uniti (bandiera) | A     | Tyrone Hill      | 1968 | 206  | 109  |

## Staff tecnico
- Allenatore: Chris Ford
- Vice-allenatori: Dick Versace, Jim Todd, Mike Woodson